# Bujdosó Márton
Bujdosó Márton (1975. március 8. –) magyar zeneszerző.

## Élete
Az 5. kerületi zeneiskolában kezdte zenei tanulmányait zongoristaként, de érdeklődése nagyon hamar a zeneszerzés felé fordult. 1989-től került a Bartók Béla Zeneművészeti Szakközépiskola és Gimnázium zeneszerzés szakára.
Már ekkor elkezdett szabad kortárszenei rögtönzéssel foglalkozni többek között Bartók György és Szervác Attila társaságában először a Dodeskaden formációban.
A középiskola után az ELTE Tanárképző Főiskolai Kar (ELTE-TFK) végezte el, majd Szervác Attilával alapítója lett a 4'34" Camerata szabad művészeti csoportnak.
...read the unshapeable shock night... (Gerard Manley Hopkins)

Probléma esetén lásd:Médiafájlok kezelése.

## Tevékenysége

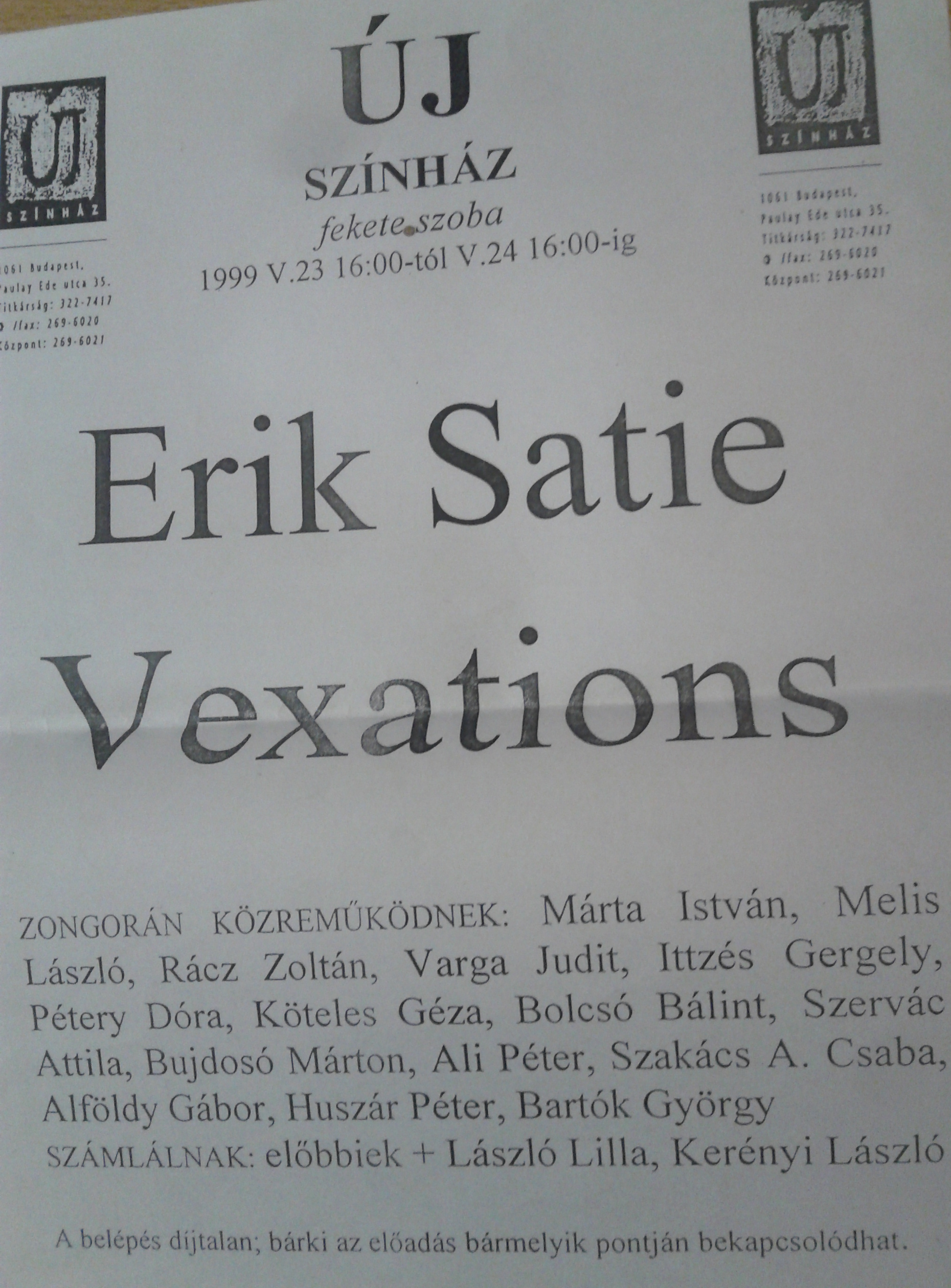
Bujdosó Márton zeneszerző-társakkal Erik Satie Vexations című 24 órás zongoraművét adják elő 1999-ben

2011-ben a Belvárosi Szent Mihály Templomban a Tomás Luis de Victoria születésének 400. évfordulójára rendezett hangversenyen mutatták be ...sustinere... című, kórusra és vonósnégyesre írott darabját, a Budapesti Victoria Kamarakórus és a Pilis kvartett előadásában, Farkas Mária vezényletével.
2014 januárjában ...read the unshapeable shock night...(Gerard Manley Hopkins)  c. darabja hangzott el az Átlátszó hang fesztiválon, a Thrensemble együttes koncertjén, Horváth Balázs vezényletével.
2015-től rendszeres fellépője a Netizeneszerzetek kortárs zeneszerzői sorozatnak. Januárban a Nagyvárosi himnuszok című, négy tételes brácsa-cselló duó (Varga Ferenc és Kelenhegyi Eszter előadásában), májusban a Harangszó az éjszaka és a hajnal határán – hommage a Grieg című zongoradarab szólalt meg ezeken a koncerteken.